# Nepenthes trichocarpa
Nepenthes trichocarpa är en tvåhjärtbladig växtart som beskrevs av Friedrich Anton Wilhelm Miquel. Nepenthes trichocarpa ingår i släktet Nepenthes och familjen Nepenthaceae. Inga underarter finns listade i Catalogue of Life.

## Bildgalleri

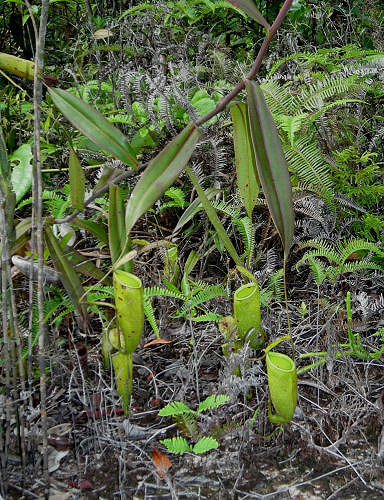
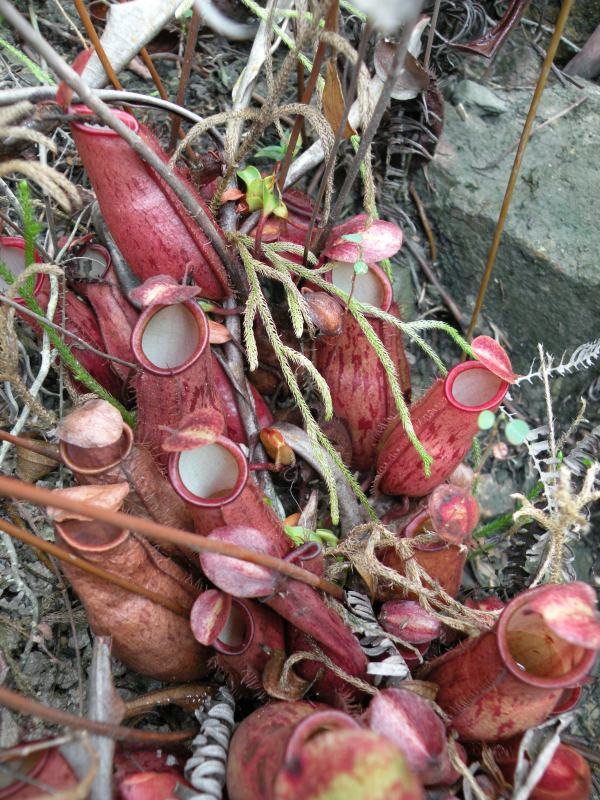
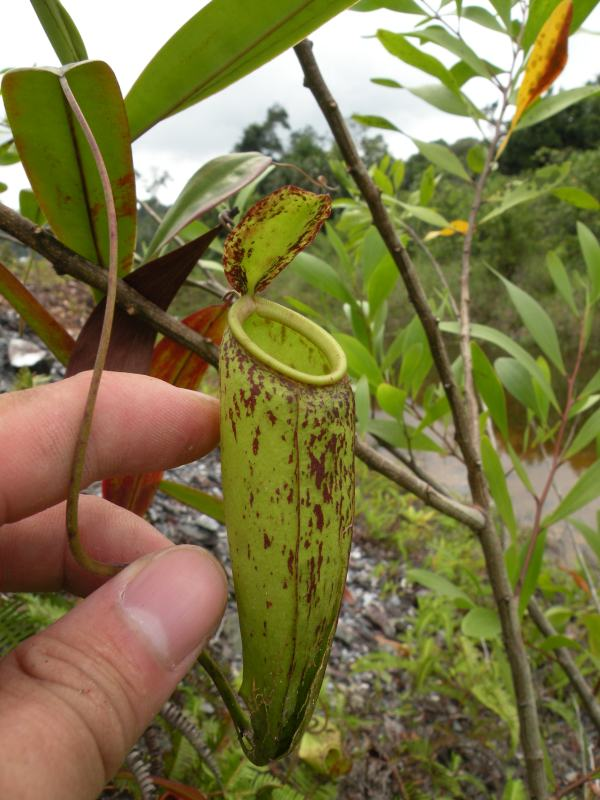
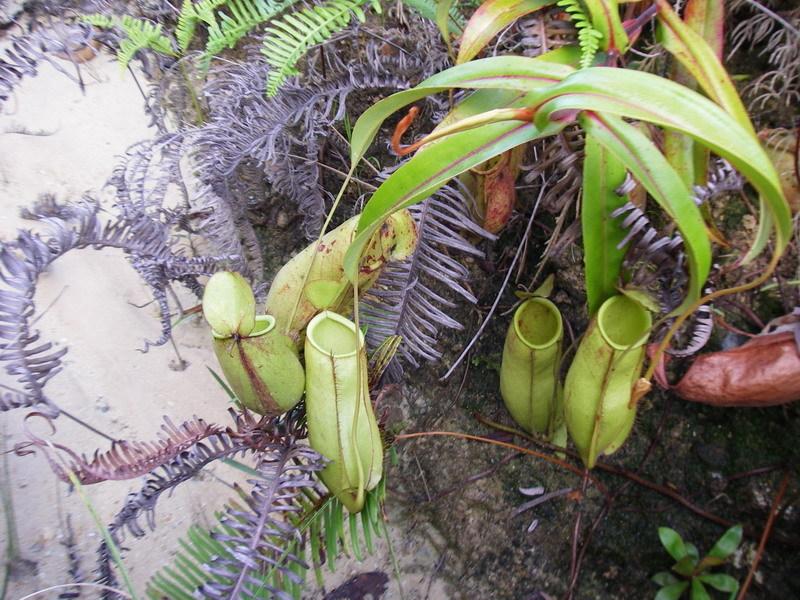
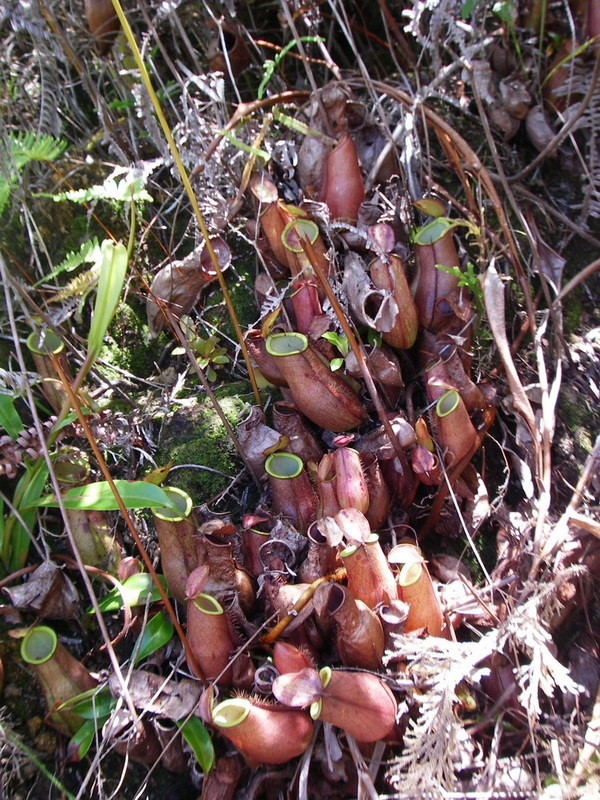
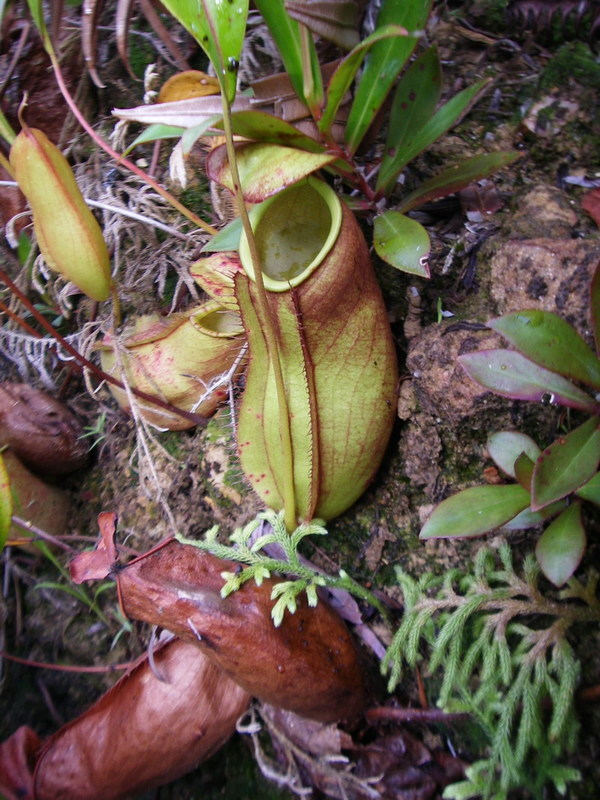